# Júnior Lopes
Lourival Júnior de Araújo Lopes (* 19. Oktober 1987 in Porto Velho), auch Júnior Lopes genannt, ist ein brasilianischer Fußballspieler.

## Karriere
Das Fußballspielen lernte Júnior Lopes in Brasilien bei EC Vitória in Salvador, wo er 2006 auch seinen ersten Vertrag unterschrieb. Über die brasilianischen Stationen Ituano FC, SE Gama und Paranoá ES wechselte er 2008 nach Bosnien und Herzegowina zu NK Čelik Zenica. Der Verein spielte in der höchsten Liga des Landes, der Premijer Liga und ist in Zenica beheimatet. Nachdem er nicht zum Einsatz gekommen war, ging er wieder in seine Heimat Brasilien und schloss sich 2010 Horizonte FC an. Von 2010 bis 2017 wechselte er mehrfach den Verein. Er spielte unter anderem bei CA Bragantino, Académica de Coimbra, Nova Iguaçu FC, Paraná Clube, Guarany SC, Goiás EC, Oeste FC und Boa EC. 2016 wechselte er in den Iran und unterschrieb einen Vertrag bei Saipa Teheran, einem Verein, der in der höchsten Liga des Landes, der Persian Gulf Pro League spielte und in Teheran beheimatet ist. Nach Beendigung des Vertrags ging er nach Indonesien und schloss sich Persiba Balikpapan an. Der Verein spielte in der Liga 1, der ersten Liga des Landes und ist auf der Insel Borneo in Balikpapan ansässig. Nach 15 Spielen ging er 2018 wieder nach Brasilien und spielte bis 2019 für Sertãozinho FC, Botafogo FC (PB), Madureira EC und AD Confiança. Im Juni 2019 unterzeichnete er einen Vertrag in Thailand beim thailändischen Erstligisten Chonburi FC. Bis Ende 2020 absolvierte er 29 Spiele in der Thai League. Ende 2020 wechselte er auf Leihbasis zum Ligakonkurrenten Trat FC nach Trat. Am Ende der Saison 2020/21 musste er mit Trat als Tabellenvorletzter in die zweite Liga absteigen. Nach Vertragsende in Chonburi wechselte er im Juni 2021 zum Zweitligaabsteiger Uthai Thani FC. Mit dem Verein aus Uthai Thani spielt er in der dritten Liga. Mit Uthai Thani trat er in der Northern Region an. Am Ende der Saison 2021/22 feierte er mit Uthai Thani die Meisterschaft der Region. In der National Championship, den Aufstiegsspielen zur zweiten Liga, belegte man den ersten Platz und stieg nach einer Saison in der Drittklassigkeit wieder in zweite Liga auf. Für Uthai Thani absolvierte er 21 Ligaspiele und schoss dabei drei Tore. Nach der Saison wurde sein Vertrag nicht verlängert.

## Erfolge
Uthai Thani FC
- Thai League 3 – North: 2021/22
- Thai League 3 – National Championship: 2021/22  ▲